# Chlorops modestus
Chlorops modestus är en tvåvingeart som beskrevs av Smirnov och Lidia Ivanovna Fedoseeva 1976. Chlorops modestus ingår i släktet Chlorops och familjen fritflugor. Inga underarter finns listade i Catalogue of Life.